# Walery Namiotkiewicz

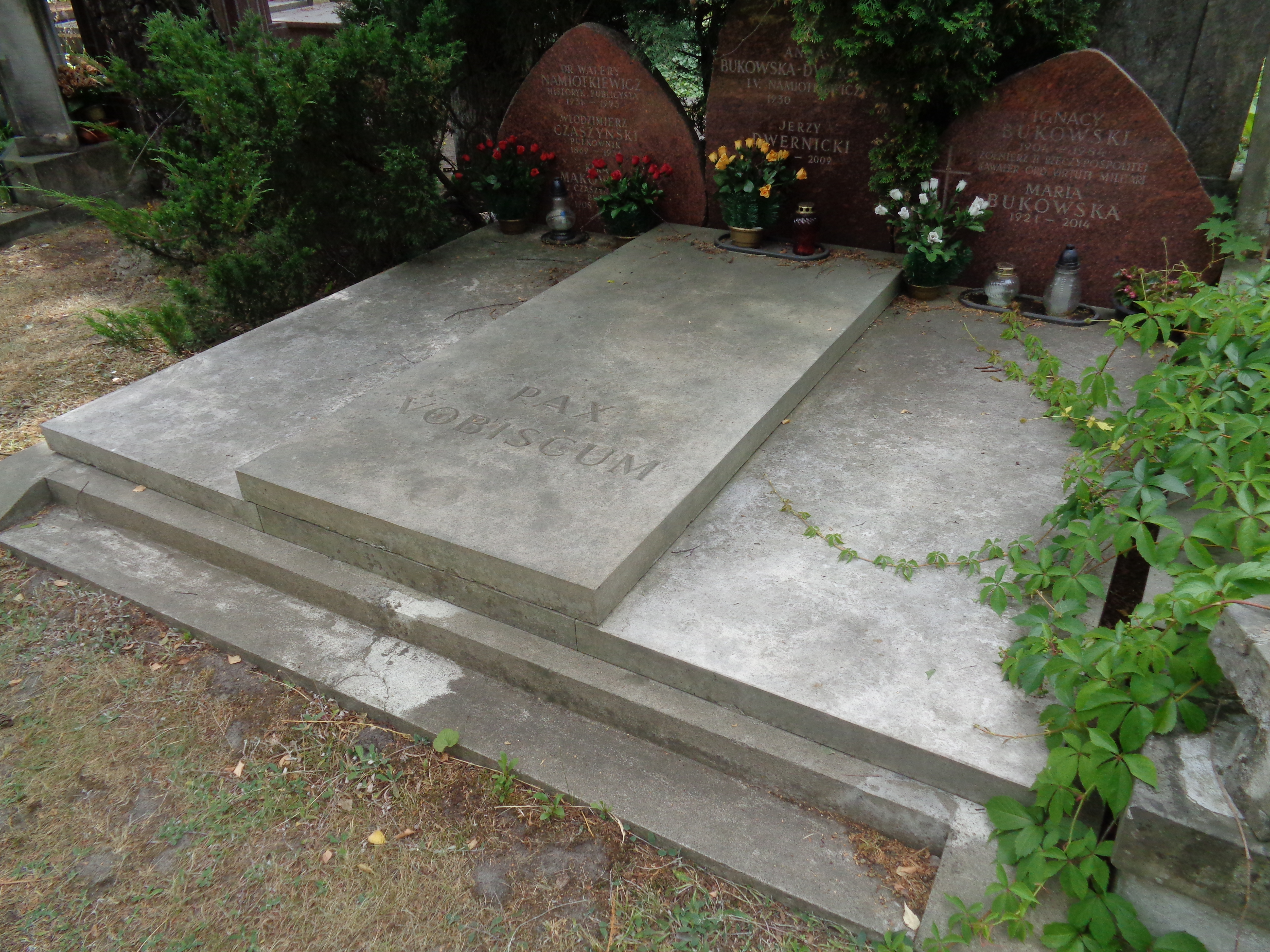
Grób Walerego Namiotkiewicza na Cmentarzu Wojskowym na Powązkach

Walery Józef Namiotkiewicz (ur. 14 sierpnia 1931 w Częstochowie, zm. 20 lipca 1995) – polski dziennikarz, publicysta i polityk, sekretarz osobisty I sekretarza KC PZPR Władysława Gomułki w latach 1956–1965.

## Życiorys
Syn Stanisława i Kazimiery. Absolwent Wydziału Prawa i Administracji Uniwersytetu Warszawskiego. 11 marca 1956 wraz z Janem Olszewskim i Jerzym Ambroziewiczem był autorem artykułu Na spotkanie ludziom z AK opublikowanego w tygodniku „Po prostu”. Od października 1956 do lutego 1965 zatrudniony był w Biurze Sekretariatu KC na stanowisku sekretarza osobistego I sekretarza KC PZPR. Następnie pracował w KC PZPR w Wyższej Szkole Partyjnej oraz Instytucie Podstawowych Problemów Marksizmu-Leninizmu, gdzie w 1974 został kierownikiem działu.
Kierownik Wydziału Pracy Ideowo-Wychowawczej KC PZPR w latach 1980–1981. W latach 1981–1982 był kierownikiem Wydziału Ideologicznego KC PZPR. Sekretarz Ogólnopolskiego Komitetu Frontu Jedności Narodu w latach 1981–1983.
Od czerwca 1985 był członkiem Komitetu Redakcyjnego dla opracowania "Pism zebranych" Władysława Gomułki. Był scenarzystą filmu dokumentalnego Władysław Gomułka (1988).
Pochowany został na Cmentarzu Wojskowym na Powązkach w Warszawie (kwatera A10-3-11/12).

## Nagrody
- Nagroda "Miesięcznika Literackiego" (1969) za książkę "Myśl polityczna marksizmu a rewizjonim"[8]